# Могильники (Томская область)
Могильники — деревня в Кожевниковском районе Томской области России. Входит в состав Уртамского сельского поселения.

## История
По данным на 1926 года состояла из 69 хозяйств, в основном — русские. Административный центр Могильниковского сельсовета Вороновского района Томского округа Сибирского края.

## Население
| 1926 | 2002 | 2010 | 2012 | 2013 | 2014 | 2015 |
| ---- | ---- | ---- | ---- | ---- | ---- | ---- |
| 329  | ↘8   | ↘5   | →5   | ↘4   | →4   | ↘3   |
| 2021 |      |      |      |      |      |      |
| ↘0   |      |      |      |      |      |      |

Национальный состав
Согласно результатам переписи 2002 года, в национальной структуре населения русские составляли 100 %.